# 加里森 (內布拉斯加州)
加里森（英語：Garrison）是位於美國內布拉斯加州巴特勒縣的村。

## 人口
根據2020年美國人口普查的數據，加里森的面積為0.28平方千米，皆為陸地。當地共有人口55人，而人口密度為每平方千米196人。